# Longmesnil
Longmesnil ist eine französische Gemeinde mit 46 Einwohnern (Stand 1. Januar 2022) im Département Seine-Maritime in der Region Normandie (vor 2016 Haute-Normandie). Die Gemeinde gehört zum Arrondissement Dieppe und zum Kanton Gournay-en-Bray (bis 2015 Forges-les-Eaux). 

## Geografie
Longmesnil liegt etwa 51 Kilometer ostnordöstlich von Rouen. Umgeben wird Longmesnil von den Nachbargemeinden Forges-les-Eaux im Norden und Westen, Gaillefontaine im Norden und Nordosten, Pommereux im Osten und Südosten sowie La Bellière im Süden und Südwesten.

## Bevölkerungsentwicklung
| 1962                      | 1968 | 1975 | 1982 | 1990 | 1999 | 2006 | 2013 |
| 91                        | 83   | 50   | 50   | 49   | 38   | 53   | 54   |
| Quelle: Cassini und INSEE |      |      |      |      |      |      |      |

## Sehenswürdigkeiten
- Kirche Saint-Martin aus dem 12. Jahrhundert